# La République des idées
 (septembre 2017).
La République des idées est un groupe de réflexion français créé en 2002. Il publie la revue en ligne La Vie des idées, rattachée à l’Institut du monde contemporain du Collège de France et une collection de livres aux éditions du Seuil. Il est dirigé par Pierre Rosanvallon.

## Présentation
Orienté au centre gauche, conçu comme « un lieu de production et d'échange d'idées neuves en Europe et dans le monde », ce groupe s'est donné quatre axes de travail :
- « Les transformations du capitalisme »
- « La démocratie européenne et ses frontières »
- « La géopolitique de la mondialisation »
- « Après la société des individus »

Il est présidé par l'historien Pierre Rosanvallon. Son vice-président est Olivier Mongin, qui dirige par ailleurs la revue Esprit. Son secrétaire général est Florent Guénard. De 2001 à 2002, le politiste Laurent Bouvet en a été le secrétaire général. 
La République des idées a coorganisé, avec l'Agence nouvelle des solidarités actives, le forum de Grenoble sur « La nouvelle critique sociale » en mai 2006. C'est également elle qui est à l'origine du forum « Réinventer la démocratie » qui s'est tenu du 8 au 10 mai 2009 à la Maison de la culture de Grenoble (MC2).
Selon le magazine Télérama, la République des idées se définit comme « un outil de diagnostic et un levier d'influence pour la gauche française sociale-démocrate. »

## Publications

### Livres
La République des idées donne son nom à une collection aux éditions du Seuil, dirigée par Ivan Jablonka et Pierre Rosanvallon,.
Elle comprend des ouvrages de nombreux économistes et sociologues français, notamment Éric Maurin, Robert Castel, Daniel Lindenberg, Jean-Paul Fitoussi, Pascal Lamy, Jean Peyrelevade, Daniel Cohen, Philippe Askenazy, Thérèse Delpech, Dominique Méda, Loïc Blondiaux, Laurent Davezies, Louis Chauvel, Baptiste Kotras, Christian Baudelot, François Dubet, Esther Duflo, Pierre Veltz, Gabriel Zucman, Camille Peugny, Christian Baudelot, Nathalie Morel, Clément Carbonnier, Dominique Cardon ou encore Thomas Piketty.

### Revue
La République des idées éditait une revue papier, La Vie des idées, définie à sa création comme un « mensuel d'information international sur le débat d'idées ». La revue est passée exclusivement en ligne en octobre 2007,.
La Vie des idées publie cinq articles (essais, recensions, entretiens et podcasts) en français chaque semaine, ainsi que des articles en anglais (traduits et originaux) sur Books&Ideas. 
Aux Presses universitaires de France, il existe désormais une collection « Vie des idées », fondée par Ivan Jablonka et dirigée par Ariel Suhamy et Nicolas Duvoux.